# جيري بوك
جيري بوك (بالإنجليزية: Jerry Bock)‏ هو كاتب أغاني وموسيقي وملحن أمريكي، ولد في 23 نوفمبر 1928 في نيو هيفن في الولايات المتحدة، وتوفي في 3 نوفمبر 2010 في نيويورك في الولايات المتحدة بسبب قصور القلب.

## وصلات خارجية
- جيري بوك على موقع IMDb (الإنجليزية)
- جيري بوك على موقع الموسوعة البريطانية (الإنجليزية)
- جيري بوك على موقع ميوزك برينز (الإنجليزية)
- جيري بوك على موقع قاعدة بيانات برودواي على الإنترنت (الإنجليزية)
- جيري بوك على موقع قاعدة بيانات برودواي على الإنترنت (الإنجليزية)
- جيري بوك على موقع إن إن دي بي (الإنجليزية)
- جيري بوك على موقع ديسكوغز (الإنجليزية)
- جيري بوك على موقع قاعدة بيانات الفيلم (الإنجليزية)